# にんげん日本史
『にんげん日本史』（にんげんにほんし）は、2001年4月9日から2008年3月10日までNHK教育テレビジョンで放送されていた小学校6年生向けの学校放送（教科：社会科）である。ナビゲーターはいっこく堂が、ナレーションは濱田マリが務めていた。なお、3学期放送分では「公民編」と題し、公民に関する内容も放送していた。
放送期間中、理論社から本番組の関連書籍『特選・NHKにんげん日本史』（監修：酒寄雅志、著者：小西聖一）全16巻が発売された。

## 放送時間
いずれも日本標準時、別の時間帯での再放送あり。
| 期間                          | 放送時間                                                 |
| ----------------------------- | -------------------------------------------------------- |
| 2001年4月9日 - 2003年3月17日  | 月曜日 11:15 - 11:30                                     |
| 2003年4月7日 - 2004年3月15日  | 月曜日 11:30 - 11:45                                     |
| 2004年4月9日 - 2005年3月18日  | 金曜日 11:15 - 11:30                                     |
| 2005年4月6日 - 2006年3月15日  | 水曜日 11:15 - 11:30 2006年4月以降も再放送枠として使用。 |
| 2006年4月10日 - 2008年3月10日 | 月曜日 11:00 - 11:15                                     |